# 活き生きシニア
『活き生きシニア』（いきいきシニア）は、千葉テレビ放送制作のテレビ番組。2004年5月より放送開始。
シニアレポーターというシニア世代の取材が特徴。その他、提供各社のコーナーと、「いきいき情報」という、千葉県内を中心にしたイベントや美術館などの情報を提供していた。
2006年9月30日で終了。

## 出演者
- 澤木麻耶（司会、スタート時～2005年3月）
- 横田まさみ（司会、2005年4月～2006年9月）